# Црква Светог Илије у Грмовцу
Црква Светог Илије је црква Српске православне цркве који се налази у насељу Грмовац у београдској општини Земун.
Црква се налази у београдском насељу Грмовац, а припада епархији сремској. Подигнута је 2010. године и представља место окупљана мештана Грмовца.
Камен темељац донет је из Јерусалима, површина цркве је око 300 м2, висока је 32 метра и лако уочљива са ауто пута.